# 偽德米特里二世

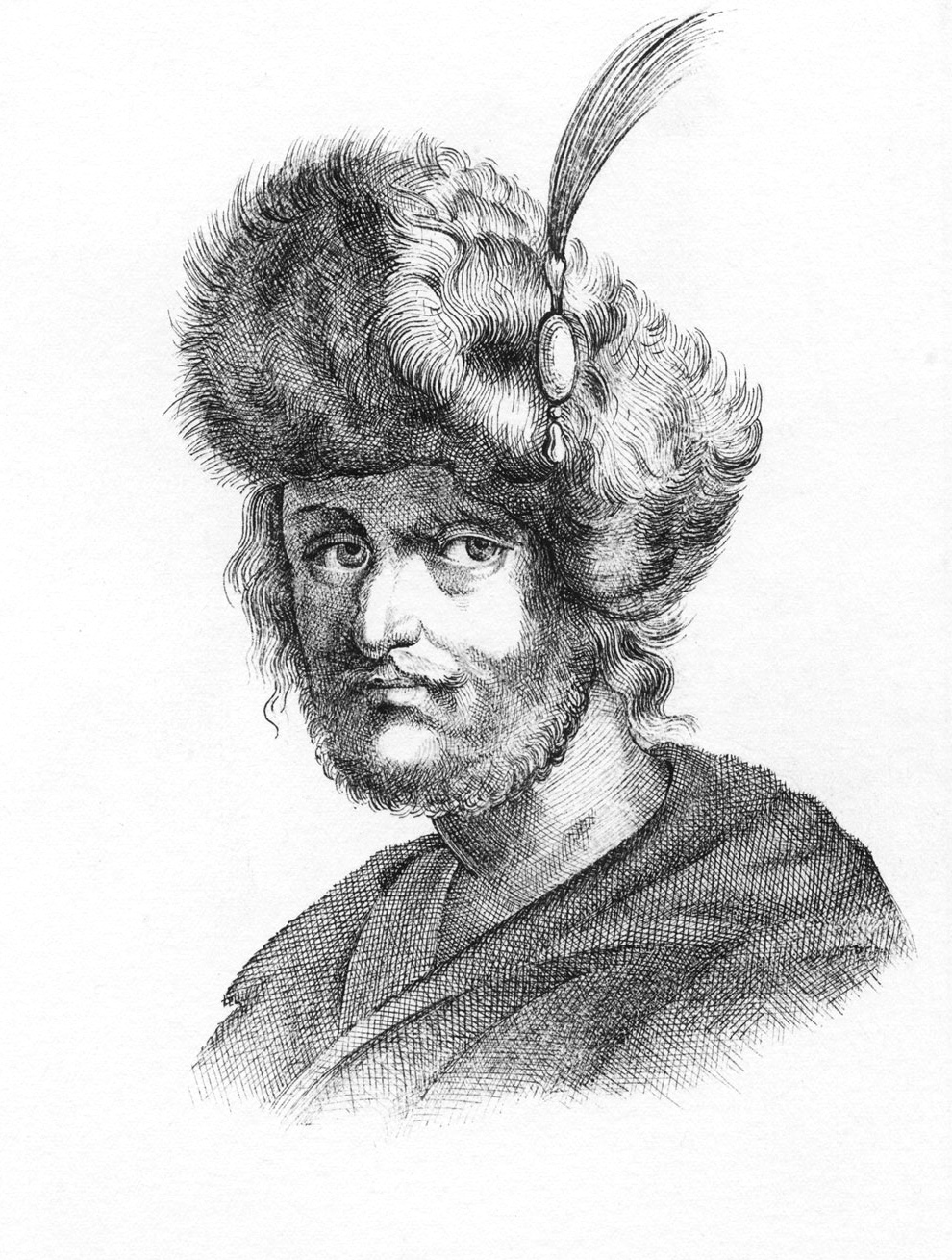

偽德米特里二世（俄語：Лжедмитрий II，？—1610年12月11日）是俄罗斯混乱时期，沙皇伊凡四世之子乌格里奇的德米特里的第二个冒充者。偽德米特里二世最初于1607年在斯塔罗杜布出现，后得到波兰立陶宛的支持向俄罗斯进军，人称“图希诺窃贼”，最后在卡卢加兵败被杀。

## 家庭

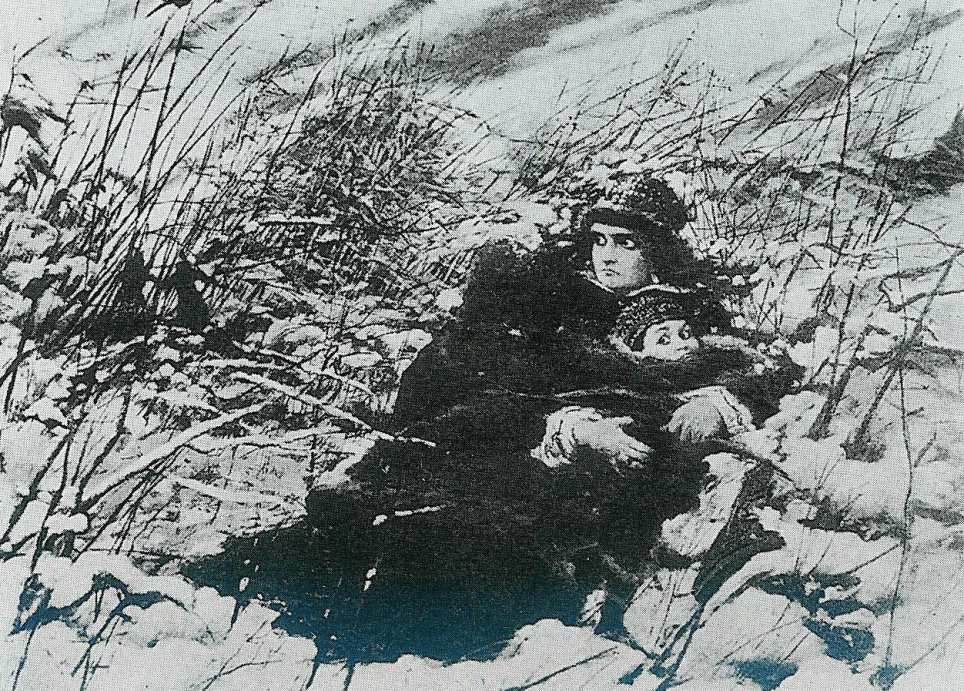
《逃亡中的马琳娜·穆尼舍克》

- 妻子：马琳娜·尤里耶夫娜·穆尼舍克（俄语：Мнишек, Марина Юрьевна），1588年生，出身波兰什拉赫塔，天主教徒，曾嫁伪德米特里一世。伪德米特里二世出现后与之“相认”。伪德米特里二世被杀后辗转逃亡于莫斯科及周边地区，1614年在乌拉尔河熊岛被俘，押赴莫斯科，在城郊科洛姆纳被处死（一说为绞刑，一说为沉水），也有说法是在莫斯科因疾病和丧子之痛而死，另有说法被关押在科洛姆纳城堡，数年后死亡[2]。
- 遗腹子：伊凡·德米特里耶维奇（有人认为是马琳娜·穆尼舍克和她的情人，哥萨克头目伊凡·马尔蒂诺维奇·扎卢茨基（俄语：Заруцкий, Иван Мартынович）的私生子），常被蔑称为“小盗贼伊瓦什卡（俄语：Иван Ворёнок）”，1611年出生，出生后便随母亲四处逃亡，1613年母亲提出他对俄国王位的主张，1614年与母亲一同被俘，在科洛姆纳的城门上被公开处以绞刑。他死后至少有两个人曾经自称是他幸免于难，直到阿列克谢·米哈伊洛维奇沙皇在位时期仍然有人冒充他[2]。